# 刘涛 (刘少奇之女)
刘涛（1944年10月—），中国共产党党员，原籍湖南宁乡。第二任中华人民共和国主席刘少奇与其第四任妻子王前之女。

## 生平
1944年10月生于延安，6岁在北京入中共中央直属机关附属育英小学；1959年考入北京师范大学女附中。1962年考入清华大学自动控制系。1965年加入中国共产党。1967年1月，和弟弟刘允真，根据与母亲王前见面的谈话，写了轰动全国的揭发刘少奇的大字报《造刘少奇的反，跟着毛主席干一辈子革命》《看！刘少奇的丑恶灵魂》。
1968年以“可以教育好的子女”身份被分配到北京铁道分局承德车辆段当工人。1972年10月调到北京车辆段工作。1970年，同清华同学万润南结婚，婚后生一子名万方，1972年分手。
1976年秋，在云南省和缅甸交界处因企图偷越国境被抓，后接受两年监禁获释。1985年公安部作出《对刘涛同志的复查结论》，称刘涛因受到四人帮的迫害而出走，不是出于对党对祖国的仇视。原定犯有“偷越国境罪”有误，予以平反。
1979年以后，曾以“清子”署名在报刊上发表诗作，并以《涅磐》为书名结集出版。现退休居北京。